# Хуан Роман Рикелме
Хуан Рома̀н Рикелме е бивш аржентински футболист, национал и президент на Бока Хуниорс. Футболист № 1 на Южна Америка за 2001 година. Слави се като отличен изпълнител на преки свободни удари.

## Отличия

### Отборни
Бока Хуниорс
- Първа дивизя на Аржентина:1998
- Купа на Аржентина:2011-2012
- Копа Либертадорес:2000,2008,2011
- Копа Судамерикана:2008
- Интерконтинентална купа:2000

Виляреал
- Купа Интертото:2003,2004

### Национални
Аржентина
- Летни Олимпийски игри:2008
- Второ място за купата на конфедерациите:2005
- Второ место във Копа Америка:2007

### Индивидуални
- Отбор на година в Южна Америка: 1999, 2000, 2001, 2008, 2011
- Играч на годината във Аржентина: 2000, 2001, 2008, 2011

## Клубна Кариера

### Ранен живот
Рикелме е роден в Сан Фернандо, Буенос Айрес, в бедно семейство, но израства в Дон Торкуато. Аржентинските клубове Бока Хуниорс и Ривър Плейт го забелязват, докато е още юноша в отбора на Аржентинос Хуниорс. В крайна сметка през 1995 г. решава да премине в състава на Бока, понеже е бил фен на отбора от дете. Бока плащат $800 000 за неговия подпис. Година по-късно, на 10 ноември 1996 г., Рикелме изиграва своя първи професионален мач срещу отбора на Санта Фе, завършил в победа от 2:0. Две седмици по-късно отбелязва първия си гол за победата на Бока с 6:0 над Уракан.

### Барселона
През 2002 г., след седем успешни сезона с Бока Хуниорс, централния полузащитник преминава в отбора на Барселона за сумата от €11 милиона. Скоро след заминаването си от Бока, неговият брат Кристиан, бива отвлечен. Рикелме е водил преговори за неговото връщане и евентуално е платил откуп.
Тогавашния треньор на Барселона Луис ван Гаал, описва Рикелме като „покупка на политиката на отбора“ и се отнася с него напълно безразлично. В случаите, когато го пуска на терена, Рикелме е с роля да играе по фланговете и факта, че почти винаги е резерва, се отразяват на формата му и така губи шансове за изява в титулярния отбор. Година по-късно е преотстъпен под наем на Виляреал.

### Виляреал
В отбора на Виляреал, Рикелме е заобграден от приятели южноамериканци, в това число и капитана на Аржентина Хуан Пабло Сорин и Родолфо Аруабарена, а през следващия сезон идват Себастиян Батагля и Лусиано Фигероа. В края на сезон 2004 – 05, испанския спортен вестник „Марка“ му връчва наградата за „изящен играч“, като също така си спечелва номинация на ФИФА за играч на годината 2005. В стремежа си да го задържат, Виляреал купуват 75% от правата му за около 8 милиона евро и така Рикелме остава във Виляреал за следващите два сезона и сключва договор за четири години. През сезон 2007/08 Рикелме се скарва с треньора Мануел Пелегрини и се завръща в Бока.

### Бока Хуниорс
През Февруари 2007 Рикелме преминава в Бока Хуниорс под наем за 1 сезон. Когато наемът му изтича, Хуан получава оферта от Атлетико Мадрид, но отказва. В средата на 2008 аржентинците откупват правата на полузащитника. През лятото на 2010 Уест Хям Юнайтед предлагат 5 милиона за Рикелме, но от Бока отказват офертата. През август 2010 преподписва до 2014 година. Рикелме помага на отбора да спечели купата на страната, Апертура и да достигне финал за Копа Либертадорес. След като там губят от Коринтианс, Рикелме напуска Бока. Докато е без клуб, е свързван с трансфер в Австралия, САЩ и Бразилия, но през февруари 2013 се завръща в Бока.